# Наддніпрянська селищна рада
Наддніпря́нська се́лищна ра́да — орган місцевого самоврядування у складі Дніпровського району Херсонської міської ради Херсонської області. Адміністративний центр — селище міського типу Наддніпрянське.

## Загальні відомості
- Наддніпрянська селищна рада утворена в 1979 році.
- Територія ради: 21,31 км²
- Населення ради: 2 643 особи (станом на 2001 рік)

## Населені пункти
Селищній раді підпорядковані населені пункти:
- смт Наддніпрянське
- с-ще Жовтневе

## Склад ради
Рада складається з 18 депутатів та голови.

### Керівний склад попередніх скликань
| ПІБ                              | Основні відомості                                                                       | Дата обрання | Дата звільнення |
| -------------------------------- | --------------------------------------------------------------------------------------- | ------------ | --------------- |
| Юдов Олександр Якович            | Голова ради, 1940 року народження, освіта вища, був головою Ради попереднього скликання | 26.06.1994   | 02.01.2001      |
| Стрельченко Володимир Сергійович | Селищний голова, 1958 року народження, член Селянської партії України                   | 26.03.2006   | 01.02.2008      |
| Криштопа Петро Андрійович        | Селищний голова, 1949 року народження, член ВО «Батьківщина»                            | 01.06.2008   | 22.01.2010      |
| Безердяна Ігор Іванович          | Селищний голова, 1968 року народження, позапартійний                                    | 20.06.2010   | 31.10.2010      |
| Ісакова Галина Михайлівна        | Селищний голова                                                                         |              |                 |

Примітка: таблиця складена за даними джерела

### Депутати
За результатами місцевих виборів 2010 року депутатами ради стали:

#### За суб'єктами висування
| Суб'єкт висування | Кількість обраних депутатів | %   |
| ----------------- | --------------------------- | --- |
| Самовисування     | 18                          | 100 |

#### За округами
| № округу | Прізвище, ім'я, по батькові        | Дата визнання обраним | Освіта         | Партійна приналежність | Відомості про обраного депутата                                                                                    |
| -------- | ---------------------------------- | --------------------- | -------------- | ---------------------- | --- |
| 1        | Краснощок Олександр Вікторович     | 01.11.2010            | Освіта вища    | позапартійний          | тимчасово не працює                                                                                                |
| 2        | Білий Володимир Григорович         | 01.11.2010            | Освіта середня | позапартійний          | ОСББ «Обрій −2», заступник голови                                                                                  |
| 3        | Малярчук Володимир Миколайович     | 01.11.2010            | Освіта вища    | позапартійний          | Інститут зрошування Південного регіону, науковий співробітник                                                      |
| 4        | Сергєєв Леонід Аркадійович         | 01.11.2010            | Освіта вища    | позапартійний          | Інститут зрошування Південного регіону, науковий співробітник                                                      |
| 5        | Жужа Олена Іванівна                | 01.11.2010            | Освіта вища    | позапартійна           | Наддніпрянська селищна рада, землевпорядник                                                                        |
| 6        | Влащук Ольга Степанівна            | 01.11.2010            | Освіта вища    | член Партії регіонів   | Інститут зрошування Південного регіону, науковий співробітник                                                      |
| 7        | Семенович Володимир Анатолійович   | 01.11.2010            | Освіта середня | позапартійний          | ФОП Семенович В. А., приватний підприємець                                                                         |
| 8        | Широкоступ Юрій Іванович           | 01.11.2010            | Освіта вища    | позапартійний          | Дочірнє підприємство «Теплотехсервіс», директор                                                                    |
| 9        | Демедюк Олена Володимирівна        | 01.11.2010            | Освіта вища    | позапартійна           | Навчально — виховний комплекс № 86, вихователь                                                                     |
| 10       | Грудова Катерина Василівна         | 01.11.2010            | Освіта середня | позапартійна           | Навчально — виховний комплекс № 86, медсестра                                                                      |
| 11       | Душинова Ганна Вікторівна          | 01.11.2010            | Освіта середня | позапартійна           | Міська поліклініка № 1 ім. О. С. Лучанського, сестра — господарка                                                  |
| 12       | Бродовський Олександр Арсентійович | 01.11.2010            | Освіта вища    | позапартійний          | пенсіонер |
| 13       | Новікова Тамара Володимирівна      | 01.11.2010            | Освіта вища    | член Партії регіонів   | пенсіонер |
| 14       | Соколова Катерина Петрівна         | 01.11.2010            | Освіта середня | позапартійна           | ЗАТ «Чорнобаївське», птахівниця                                                                                    |
| 15       | Причепа Валентина Дмитрівна        | 01.11.2010            | Освіта середня | позапартійна           | Південно — Українська філія Українського науково — дослідного інституту прогнозування випробування техніки, технік |
| 16       | Чикрій Оксана Володимирівна        | 01.11.2010            | Освіта середня | член Партії регіонів   | Херсонський обласний онкологічний диспансер, медсестра                                                             |
| 17       | Ілліна Альона Вікторівна           | 01.11.2010            | Освіта вища    | член Партії регіонів   | ФОП Ілліна АВ, приватний підприємець                                                                               |
| 18       | Ковбасенко Ольга Миколаївна        | 01.11.2010            | Освіта вища    | позапартійна           | Херсонська обласна державна лікарня ветеринарної медицини, лікар — радіолог                                        |